# 日本航空404號班機劫機事件
日本航空404號班機（ドバイ日航機ハイジャック事件）是由法國巴黎-奥利机场經荷蘭阿姆斯特丹史基浦機場、美國安克雷奇國際機場飛往日本東京國際機場的國際定期航班，由波音747執飛。1973年7月23日，該班機從阿姆斯特丹史基浦機場起飛後被五個人劫持至迪拜国际机场，其後又被劫持至班加西，最後機上人員被釋放，飛機也被炸毁。

## 劫機經過
1973年7月20日，包括日本赤軍骨幹丸岡修和解放巴勒斯坦人民阵线的四名成員（其中一人為女性）在內的123名乘客在史基浦機場登上了飛往東京的日航班機。這架編號為JA8109的波音747-246B起飛后不久即遭劫持，其後在飛機上層的頭等艙休息室內，劫機者攜帶的一枚手榴彈突然爆炸，一名女性劫機者當場被炸身亡，乘務長受傷。隨後，劫機犯欲將飛機劫持至黎巴嫩貝魯特或敘利亞大馬士革，要求以色列政府釋放盧德國際機場掃射事件的主犯岡本公三，但黎巴嫩和敘利亞兩國都拒絕了這一請求，飛機只好迫降在迪拜國際機場。當時以色列政府拒絕釋放岡本公三，飛機在迪拜機場停靠了三天之後又飛往大馬士革，補充燃料後飛往利比亞班加西。飛機被劫89小時後，機上的144人被釋放，飛機被劫機者炸毁。這架編號為JA8109的747-246B也成為繼在道森機場劫機事件中被炸毁的泛美航空93號班機（機號N752PA，型號747-121）後第二架報廢的波音747，機齡僅1年零5個月。

## 事後
參與此次劫機的日本赤軍成員丸岡修於1987年11月21日從香港啟德機場飛抵東京成田國際機場後被機場執勤警察發現偽造護照，隨即被捕。丸岡修被判處終身監禁，並於2011年5月29日在獄中病逝，享壽60歲。